# Ormsta

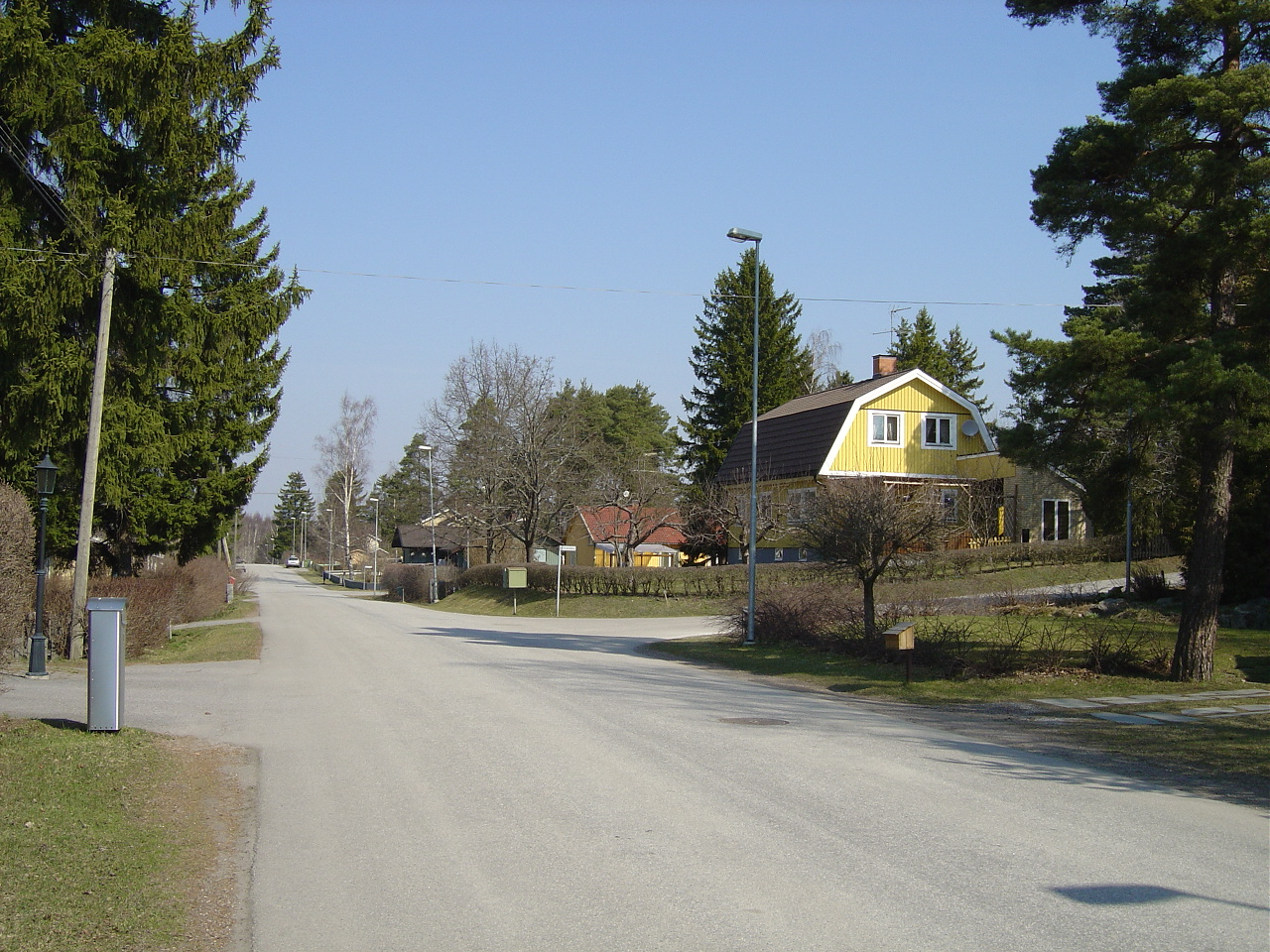
Norrängsvägen i Ormsta, april 2004.

Ormsta är ett område i den nordligaste delen av tätorten Vallentuna i Vallentuna kommun. Ormsta gränsar till Åby i söder, Lingsberg i öster, Ubby i norr och till Västanberga, Ekeby och Mörby i väster. I Ormsta ligger Ormstaskolan. 
En station på Roslagsbanan öppnades 1957. Stationen ligger emellan Ormsta och Snapptuna. Vid järnvägsstationen finns också en busshållplats och en återvinningsstation.
Ormsta är framförallt känt för sitt hockeylag Ormsta HC.